# District d'Arraiján
Le district d'Arraiján est l'un des cinq districts de la province de Panama Ouest, au Panama. Jusqu'au 31 décembre 2013, il appartenait à l'ancienne province de Panama, et est situé dans la partie orientale de la province de Panama Ouest. Il est bordé au nord et à l'est par la province de Panama (district de Panamá, séparé par le canal de Panama), au sud par l'océan Pacifique et à l'ouest par le district de La Chorrera. C'est le troisième district le plus grand et le plus peuplé de la province, avec une population de 220 779 habitants (2010), ce qui en fait le troisième district le plus peuplé du pays, dépassé seulement par les districts de Panama et de San Miguelito. Le district sert de ville dortoir pour la capitale.
Le district d'Arraiján a été créé par l'Assemblée constituante de l'État fédéral du Panama, par le biais d'une loi, le 12 septembre 1855. Cependant, les limites précises du district ne seront pas établies avant que l'Assemblée législative n'adopte la loi 32 de 1874. Cependant, le 12 juin 1941, la loi no 103 a été dictée dans laquelle le district d'Arraiján a été aboli, l'incluant comme l'un des corregimientos du district de Panama. Puis il a été rendu à son ancien statut de district, par le décret no 13 du 8 février 1945.
Son plus haut sommet est la colline de Cabra, à 507 mètres, située au sud-ouest du district. Arraiján possède des zones résidentielles nouvelles et modernes, des centres commerciaux, des banques et un centre portuaire.

## Étymologie
Il existe plusieurs versions du nom, certaines font référence à un cacique nommé Arrayán, qui dominait les terres entourant le Cerro Cabra. D'autres versions font référence à une fleur qui était abondante dans le district à l'époque de l'arrivée des Espagnols, appelée arrayán en raison de sa ressemblance avec le myrte ou myrte d'Europe (de la corruption de la langue arabe ar-raihan).
Certaines sources affirment que ce nom est issu de l'influence des Anglais. En voyageant d'Aspinwall City (aujourd'hui Colon City) sur l'océan Atlantique, à Panama City sur l'océan Pacifique (comme pendant le boom de la ruée vers l'or de 1848), à la droite de cette dernière se trouvait une ville : en anglais At right hand (« De la main droite »). Les personnes qui parlaient anglais faisaient référence à cette zone comme étant « à la droite » de la ville, bien que ce nom soit antérieur à cet épisode de l'histoire des États-Unis.

## Histoire
À l'époque préhispanique, la région était habitée par divers groupes ethniques indigènes ayant leur propre niveau de développement culturel. Des vestiges ont été découverts, comme un cimetière indigène situé à Playa Venado, au sud du district, qui remonte au début du XVe siècle. À Bique, on a trouvé des travaux en or et en argent avec des influences indigènes Sinu et Quimbaya, datant du premier au cinquième siècle.
Après l'arrivée des Espagnols, il y a des nouvelles de contacts entre indigènes et Espagnols en 1510, dans la zone de la rivière Caimito, pour le développement de l'agriculture de subsistance. Au début du XVIe siècle, l'empereur Charles Ier d'Espagne a ordonné au commandement royal qui se trouvait sur l'isthme de fonder un village agricole et une église entre Cerro Cabra et le río Caimito, qui deviendra plus tard la ville d'Arraiján.
Pendant l'époque coloniale, la région ne s'est pas développée économiquement et sa population n'a pas augmenté, car elle était un passage vers Panama City avec l'ouest du pays. En 1735, il n'y avait que 700 habitants, après la visite de l'évêque Pedro Morcillo Rubio y Auñón.
Entre le 24 et le 27 août 1831, Arraiján a été le théâtre des dernières batailles du militaire Juan Eligio Alzuru, qui s'était érigé en dictateur, et des forces de Tomás Herrera et José de Fábrega, qui ont réussi à le vaincre, mettant fin à la sécession de l'isthme.
Dans le recensement général de la République de Nouvelle-Grenade de 1843, Arraiján comptait 851 habitants. À l'époque, elle appartenait au canton de La Chorrera, avec La Chorrera, Capira, Chame et San Carlos.
Le district d'Arraiján a été créé par l'Assemblée constituante de l'État fédéral de Panama, par une loi, le 12 septembre 1855, mais les limites précises du nouveau district ne seront pas établies avant que l'Assemblée législative adopte la loi 32 de 1874.
En 1894 et 1898, lorsque le Panama était un département de la Colombie, on a tenté de modifier l'organisation politique d'Arraiján, ce qui a affecté le district. Par les ordonnances 7 de 1894 et 22 du 17 juin 1898, l'Assemblée départementale de Panama a supprimé les districts d'Arraiján et son territoire a été ajouté aux districts de Panama et de La Chorrera (la plupart de l'ancienne juridiction d'Arraiján est passée à La Chorrera), à l'exception des communautés de Cocolí, Farfán, qui ont été ajoutées au district de Panamá, mais elles ont été annulées par le Congrès de Colombie (1894) et la Cour suprême de justice de Colombie (1898).
L'Arraiján du XIXe siècle était une ville isolée. Sa communication avec la ville de Panama se faisait par bateau, d'abord par le port de Cochinito, puis, après la construction du canal, par le port de San Juan, près de l'actuel pont des Amériques. Jusqu'à la région de La Chorrera, ils ont voyagé à cheval avec les difficultés des crues des rivières, des ravins et des collines. Les marchands apportaient leurs marchandises chaque semaine de la même manière, mais les établissements commerciaux étaient toujours approvisionnés de tout. La capitale était communiquée avec l'intérieur de la république par une route qui passait par la ville de Paja (aujourd'hui Nuevo Emperador), qui traversait La Chorrera. Arraiján était une ville avec des cabanes de palmiers, entourée de plantations d'orangers et de café.
En 1924, la construction de la route de La Chorrera à Arraiján a commencé, ce qui a donné une nouvelle vie à la ville. En 1926, un travailleur de la Junta de caminos, Demóstenes Rodríguez ou « El Brujo », a conduit la première automobile vue dans la ville ; Delfín Herrera était le maire. La route a été terminée vers 1930. Ceux qui voulaient et pouvaient se rendre à la ville de Panama devaient se rendre à La Chorrera en passant par Rio Congo, Paja et Pedro Miguel, dans l'ancienne zone du canal, où un ferry les emmenait sur l'autre rive.
Le 1er septembre 1932, on inaugure la route Tatcher, un tronçon de route sur le Pacifique, à travers ce qui était la zone du canal, qui relie la capitale à Arraiján et à d'autres villes de l'intérieur.
Avec l'inauguration du pont des Amériques en 1962, la communication entre la capitale et Arraiján a été grandement facilitée, mais sa population était peu dispersée le long de la route interaméricaine et séparée par la zone du canal. Cependant, dans les années 1980, l'explosion démographique a commencé, avec la construction de l'autoroute Arraiján-La Chorrera, qui a doublé la population des années 1970, et la croissance exponentielle de communautés comme Cáceres, El Llano, Burunga, Nuevo Arraiján, Vista Alegre, Cerro Silvestre, et l'apparition d'autres communautés comme Nuevo Chorrillo.

## Géographie
Arraiján est situé entre 9º 2' 42" et 8º 51' 45" de latitude nord et entre 79º 37' 0" et 79º 37' 5" de longitude ouest. Il se trouve sur une plaine d'environ 100 mètres d'altitude, mais il y a des dépressions et des élévations comme la colline de Cabra (512 m), qui est la hauteur maximale du district et la colline de Galera (341 m) ; toutes deux au sud-ouest.
Il existe des sols non arables avec de nombreuses limitations, qui ne sont utilisés que pour le pâturage et la culture, bien qu'il y ait des forêts et des terres de réserve. Dans cette région, la chaîne de montagnes continentales est assez proche de la côte, ce qui fait que les rivières et les ruisseaux sont généralement courts et étroits avec de petits bassins versants. Il existe 54 rivières et ruisseaux dans le district, parmi lesquels le río Caimito (qui borde La Chorrera) et son affluent le río Aguacate ; également le río Paja et le río Velasquez. Tous se jettent dans le golfe de Panama. Le climat est généralement humide et tropical.

## Démographie
Selon le recensement de 1911, la population d'Arraiján était principalement métisse et ne comptait que 698 personnes. La construction du canal a peut-être encouragé la mobilisation des travailleurs vers la zone du canal, ce qui expliquerait la forte baisse démographique. En 1920, lorsque les travaux ont été achevés, 2 254 personnes vivaient à Arraiján. Tout au long de cette décennie, il y a eu une lente croissance, atteignant 2 676 habitants en 1930. Selon le recensement de 1940, sa population atteignait 3 966 habitants.
L'essor naturel d'Arraiján ainsi que les migrations qui ont commencé à y arriver depuis l'intérieur du pays expliquent dans une certaine mesure cette reconnaissance officielle de sa nouvelle catégorie politico-administrative. En effet, en 1950, Arraiján comptait déjà 7 138 habitants (soit une augmentation de 80 % par rapport au recensement précédent). Selon le recensement de 1960, le district avait une population de 11 128 habitants et était composé des districts suivants : Arraiján (cabecera), Nuevo Arraiján, Nuevo Emperador et Veracruz8 Aujourd'hui le district d'Arraiján a une population estimée à 220 779 habitants.

## Division politico-administrative
En 1940, le district d'Arraiján a été formé par les cantons d'Arraiján Cabecera, Bernardino Abajo, Bernardino Arriba, Camarón, Huile et Paja. L'augmentation de la population en 1940 permet difficilement d'expliquer pourquoi, le 12 juin 1941, lors de la dictée de la loi no 103 par laquelle les limites de Panama ont été élargies, il a été décidé de supprimer le district d'Arraiján, l'incluant comme l'une des communes du district de Panamá. Mais après le renversement du président Arnulfo Arias, les nouveaux dirigeants se sont attelés à la tâche de donner une nouvelle organisation politique au pays, ce qui s'est traduit principalement par la Constitution de 1946. Mais un an auparavant, un examen des changements dans les divisions politiques qui avaient été formulées au cours de la période 1940-1941 a été effectué. Arraiján en a bénéficié à cette occasion, puisqu'il a été rétabli dans son ancien statut de district de la province de Panama, par le décret no 13 (du 8 février 1945).
Selon le recensement de 1960, le district d'Arraiján était composé des corregimientos suivants : Arraiján (cabecera), Nuevo Arraiján (rebaptisé plus tard Juan Demóstenes Arosemena), Nuevo Emperador et Veracruz. En 1962, en réponse à la croissance de la population, à l'expansion des anciens sites et à l'émergence de nouveaux établissements, les communautés de Vista Alegre et de Santa Clara ont été élevées à la catégorie des corregimientos. En 2003, par la loi 42 du 30 avril, les corregimientos de Burunga et de Cerro Silvestre ont été créés,.

## Crédit d'auteurs
- (es) Cet article est partiellement ou en totalité issu de l’article de Wikipédia en espagnol intitulé « Distrito de Arraiján » (voir la liste des auteurs).